# Jim Hayward
Pour les articles homonymes, voir Hayward.
Herbert James « Jim » Hayward est un acteur américain, né le 8 septembre 1900 à Philadelphie (Pennsylvanie), mort le 12 juillet 1981 à Las Vegas (Nevada).

## Biographie
Au cinéma, comme second rôle de caractère ou dans des petits rôles non crédités, Jim Hayward contribue à soixante-et-un films américains sortis entre 1949 et 1963, dont le western La Vallée de la vengeance de Richard Thorpe (1951, avec Burt Lancaster et Robert Walker), Le Bagarreur du Pacifique d'Arthur Lubin (1953, avec Burt Lancaster et Virginia Mayo), L'Impudique de Philip Dunne (1956, avec Jean Simmons et Guy Madison), ou encore Les Sensuels de Martin Ritt (1957, avec Joanne Woodward et Cameron Mitchell).
Pour la télévision, il apparaît entre 1950 et 1967 dans quatre-vingt-dix séries, dont Les Aventures de Superman (trois épisodes, 1953-1956), Les Incorruptibles (deux épisodes, 1960-1961) et La Grande Vallée (deux épisodes, 1967).

## Filmographie partielle

### Cinéma
- 1950 : Le Mystère de la plage perdue (Mystery Street) de John Sturges : le policier Fischer
- 1951 : Chéri, divorçons (Let's Make It Legal) de Richard Sale : le jardinier Pete
- 1951 : La Vallée de la vengeance (Vengeance Valley) de Richard Thorpe : le shérif Con Alvis
- 1951 : Les Amants du crime (Tomorrow Is Another Day) de Felix E. Feist : le guichetier Dutch
- 1952 : Un amour désespéré (Carrie) de William Wyler : un locataire
- 1952 : La Captive aux yeux clairs (The Big Sky) d'Howard Hawks : un trappeur
- 1952 : Le Fils de Géronimo (The Savage) de George Marshall : un docteur
- 1953 : Le Bagarreur du Pacifique (South Sea Woman) d'Arthur Lubin : Orville H. Masterson
- 1953 : Bataille sans merci (Gun Fury) de Raoul Walsh : le barman
- 1954 : Chasse au gang (Crime Wave) d'André De Toth : Zenner
- 1955 : L'Homme qui n'a pas d'étoile (Man Without a Star) de King Vidor : le barman Duckbill
- 1955 : Duel d'espions (The Scarlet Coat) de John Sturges : Joshua Smith
- 1955 : Tout ce que le ciel permet (All That Heaven Allows) de Douglas Sirk : John
- 1956 : L'Impudique (Hilda Crane) de Philip Dunne : M. Small
- 1956 : La Neige en deuil (The Moutain) d'Edward Dmytryk : le maire
- 1956 : La VRP de choc (The First Travelling Saleslady) d'Arthur Lubin : Sam
- 1956 : Les Collines nues (The Naked Hills) de Josef Shaftel (en) :  l'homme de comptoir
- 1957 : L'Esclave libre (Band of Angels) de Raoul Walsh : le shérif
- 1957 : Les Sensuels (No Down Payment) de Martin Ritt : M. Burnett
- 1959 : Un matin comme les autres (Beloved Infidel) d'Henry King : Smedley Jones

### Télévision
(séries)
- 1953 : The Lone Ranger
  - Saison 3, épisode 31 Black Gold (Newton Larch) et épisode 35 El Toro (Slim Dawson) de Paul Landres
- 1953-1956 : Les Aventures de Superman (Adventures of Superman)
  - Saison 2, épisode 4 Jet Ace (1953) de Thomas Carr : Tim Mallory
  - Saison 3, épisode 5 Great Caesar's Ghost (1955) d'Harry Gerstad : un membre du gang Morley
  - Saison 4, épisode 11 The Deadly Rock (1956) d'Harry Gerstad : un bagagiste de l'aéroport
- 1954 : Lassie
  - Saison 1, épisode 1 Inheritance de Leslie Goodwins : M. Peeves
- 1956 : Rintintin (The Adventures of Rin Tin Tin)
  - Saison 2, épisode 19 Le Premier Chagrin (Rusty's Romance) : Sam Russell
- 1956 : Alfred Hitchcock présente (Alfred Hitchcock Presents)
  - Saison 1, épisode 33 Le Clocher (The Belfry) d'Herschel Daugherty : le prédicateur
- 1956 : Circus Boy
  - Saison 1, épisode 5 Corky and the Circus Doctor de Douglas Heyes : Frank Madden
- 1956-1958 : La Flèche brisée (Broken Arrow)
  - Saison 1, épisode 10 Cry Wolf (1956) de Wilhelm Thiele : Sam Hardwicke
  - Saison 2, épisode 32 Old Enemy (1958) de Ralph Murphy : un mineur
- 1957-1959 : Maverick
  - Saison 1, épisode 9 Stampede (1957) d'Abner Biberman : un mineur
  - Saison 3, épisode 13 Maverick Springs (1959) d'Arthur Lubin : le barman
- 1957-1963 : La Grande Caravane (Wagon Train)
  - Saison 1, épisode 12 The Riley Gratton Story (1957) de John Brahm : Willy Gentry
  - Saison 6, épisode 26 The Michael McGoo Story (1963) de Jerry Hopper : Sam
- 1959 : Sugarfoot
  - Saison 3, épisode 3 MacBrewster the Bold de Leslie Goodwins : Sam Beeman
- 1959-1961 : Bonanza
  - Saison 1, épisode 11 The Truckee Strip (1959) de Christian Nyby : un villageois
  - Saison 2, épisode 26 Cutthroad Junction (1961) : Jose McCorkland
- 1960 : Au nom de la loi (Wanted: Dead or Alive)
  - Saison 3, épisode 5 Le Journaliste (The Twain Shall Meet) de Richard Donner : le deuxième homme
- 1960-1961 : Les Incorruptibles (The Untouchables)
  - Saison 1, épisode 24 L'Histoire de Doreen Maney (The Story of Doreen Maney, 1960) de Robert Florey : le shérif
  - Saison 3, épisode 7 Jeu de patience (Jigsaw, 1961) de Paul Wendkos : Hawk Feeney
- 1961 : Laramie
  - Saison 2, épisode 16 Killer Without Cause : un villageois
- 1961 : Cheyenne
  - Saison 5, épisode 8 The Return of Mr. Grimm de Lee Sholem : un employé
- 1961 : Peter Gunn
  - Saison 3, épisode 28 The Murder Bond de Robert Altman : un clochard
- 1962 : L'Homme à la carabine (The Rifleman)
  - Saison 4, épisode 24 Tinhorn de Lawrence Dobkin : Joe Tucker
- 1962 : Monsieur Ed, le cheval qui parle (Mister Ed)
  - Saison 3, épisode 7 Wilbur in the Lion's Den d'Arthur Lubin : un agent d'entretien
- 1963 : 77 Sunset Strip
  - Saison 5, épisode 17 Crashout! de Paul Landres : un fermier
- 1963 : Le Virginien (The Virginian)
  - Saison 1, épisode 28 The Mountain of the Sun de Bernard McEveety : un employé du chemin de fer
  - Saison 2, épisode 4 A Killer in Town de John English : Cy Grove
- 1967 : La Grande Vallée (The Big Valley)
  - Saison 2, épisode 21 Le sénateur fait mouche (The Haunted Gun - l'aveugle) de Bernard McEveety et épisode 26 La Partie de poker (Turn of a Card - M. Gorman) de Virgil W. Vogel
- 1967 : Les Aventuriers du Far West (Death Valley Days)
  - Saison 15, épisode 21 Major Horace Bell de Denver Pyle : Asa McCool